# Unterseeboot 424
L'Unterseeboot 424 ou U-424 est un U-Boot type VIIC utilisé par la Kriegsmarine pendant la Seconde Guerre mondiale.
L'U-424 n'a ni coulé ni endommagé de navire au cours des deux patrouilles (78 jours en mer) qu'il effectua. 
Le sous-marin a également participé à quatre Rudeltaktik.
Il est coulé par deux navires de guerre de la Royal Navy au sud-ouest de l'Irlande en février 1944.

## Conception
Unterseeboot type VII, l'U-424 avait un déplacement de 769 tonnes en surface et 871 tonnes en plongée. Il avait une longueur totale de 67,10 m, un maître-bau de 6,20 m, une hauteur de 9,60 m, et un tirant d'eau de 4,74 m. Le sous-marin était propulsé par deux hélices de 1.23 m, deux moteurs diesel F46 de 6 cylindres produisant un total de 2 060 à 2350 kW en surface et de deux moteurs électriques Siemens-Schuckert GU 343/38-8 produisant un total 550 kW, en plongée. Le sous-marin avait une vitesse en surface de 17,7 nœuds (32,8 km/h) et une vitesse de 7,6 nœuds (14,1 km/h) en plongée. Immergé, il avait un rayon d'action de 80 milles marins (150 km) à 4 nœuds (7,4 km/h; 4,6 milles par heure), en surface, son rayon d'action était de 8 500 milles nautiques (soit 15 700 km) à 10 nœuds (19 km/h).
L'U-424 était équipé de cinq tubes lance-torpilles de 53,3 cm (quatre montés à l'avant et un à l'arrière) et embarquait quatorze torpilles. Il était équipé d'un canon de 8,8 cm SK C/35 (220 coups) et d'un canon anti-aérien de 20 mm Flak. Son équipage comprenait 50 sous mariniers.

## Historique
Le sous-marin est commandé le 10 avril 1941 à Dantzig (Danziger Werft), sa quille posée le 16 avril 1942, il est lancé le 28 novembre 1942 et mis en service le 7 avril 1943, sous le commandement de l'l'Oberleutnant zur Voir Günter Lüders.
Il sert dans la 8. Unterseebootsflottille jusqu'au 30 septembre 1943 et dans la 1. Unterseebootsflottille jusqu'à sa perte.
Sa première patrouille est précédée d'un bref passage à Kiel. 
L'U-424 quitte Trondheim le 22 octobre 1943. Sa première patrouille de passe dans l'Atlantique Nord entre l'Islande et les Îles Féroé. Il arrive à Brest le 15 décembre après 55 jours en mer, sans aucun succès.
Sa seconde patrouille débute le 29 janvier 1944. Après 14 jours en mer, il est attaqué et coulé à la position 50° 00′ N, 18° 14′ O, par des charges de profondeur lancées par les navires britanniques HMS Wild Goose et HMS Woodpecker.
Les 50 membres d'équipage meurent dans cette attaque.

### Meutes
L'U-424 prit part à quatre Rudeltaktik ("meutes de loups") :
- Eisenhart 2 (9-15 novembre 1943)
- Schill 3 (18-22 novembre 1943)
- Weddigen (22 novembre - 7 décembre 1943)
- Igel 2 (3-11 février 1944).

## Affectations
- 8. Unterseebootsflottille du 7 avril 1943 au 30 septembre 1943 (Flottille d'entraînement).
- 1. Unterseebootsflottille du 1er octobre 1943 au 11 février 1944 (Flottille de combat).

## Commandement
- l'Oberleutnant zur Voir Günter Lüders du 7 avril 1943 au 11 février 1944.